# Santana dos Montes
Santana dos Montes es un municipio brasileño del estado de Minas Gerais. Su población estimada en 2021 es de 5000 habitantes, según el Instituto Brasileño de Geografía y Estadística (IBGE).

## Historia y toponimia
La localidad se llamaba Morro do Sombrero, y pasó por varias denominaciones hasta 1948, cuando obtuvo el nombre actual por la iglesia dedicada a Santa Ana que dio origen al poblado. En 1840 el pueblo fue promovido a distrito del municipio de Conselheiro Lafaiete. La emancipación política ocurrió el 30 de diciembre de 1962, a través de la Ley 2764 del 30 de diciembre, pasando a tener el distrito de Joselândia asociado a su territorio municipal.

## Clima
Según la clasificación climática de Köppen, el municipio se encuentra en el clima tropical de altitud Cwa.